# 4257 Ubasti
A 4257 Ubasti (ideiglenes jelöléssel 1987 QA) egy földközeli kisbolygó. J. E. Mueller fedezte fel 1987. augusztus 23-án.